# Ямлиц
Ямлиц (нем. Jamlitz) — община в Германии, в земле Бранденбург.
Входит в состав района Даме-Шпревальд. Подчиняется управлению Либерозе/Обершпревальд.  Занимает площадь 43,04 км².
Коммуна подразделяется на 2 сельских округа.

## Население

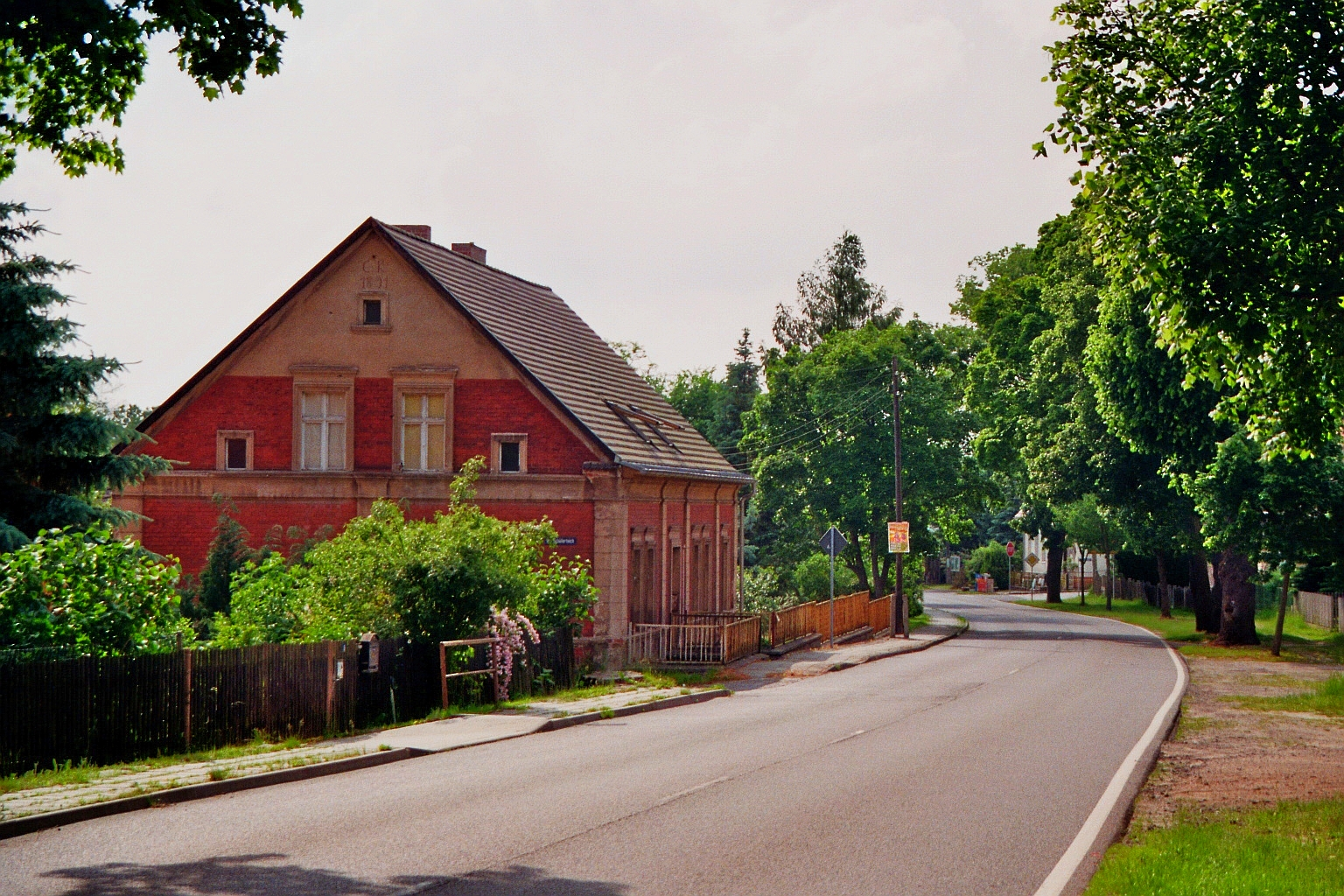
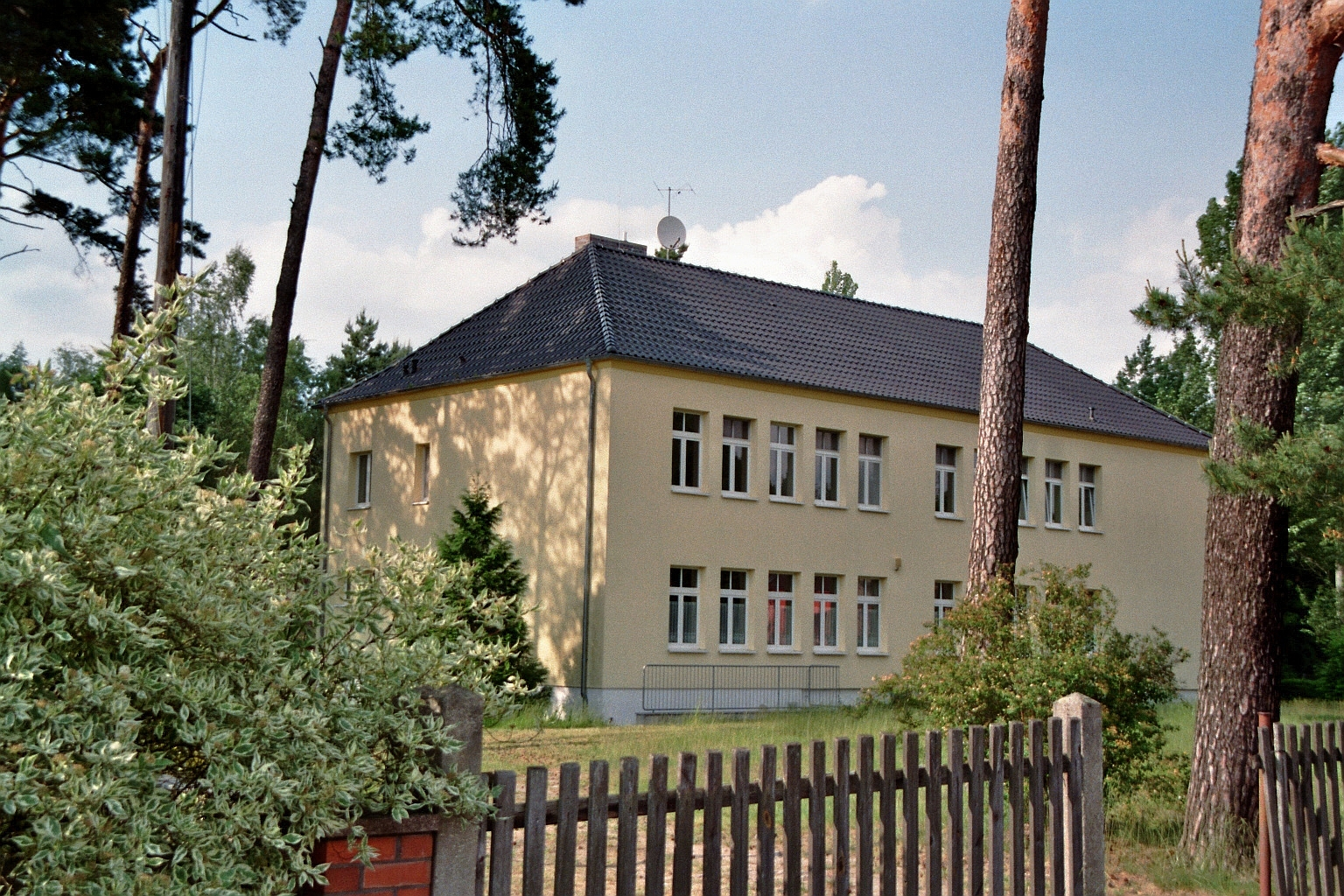
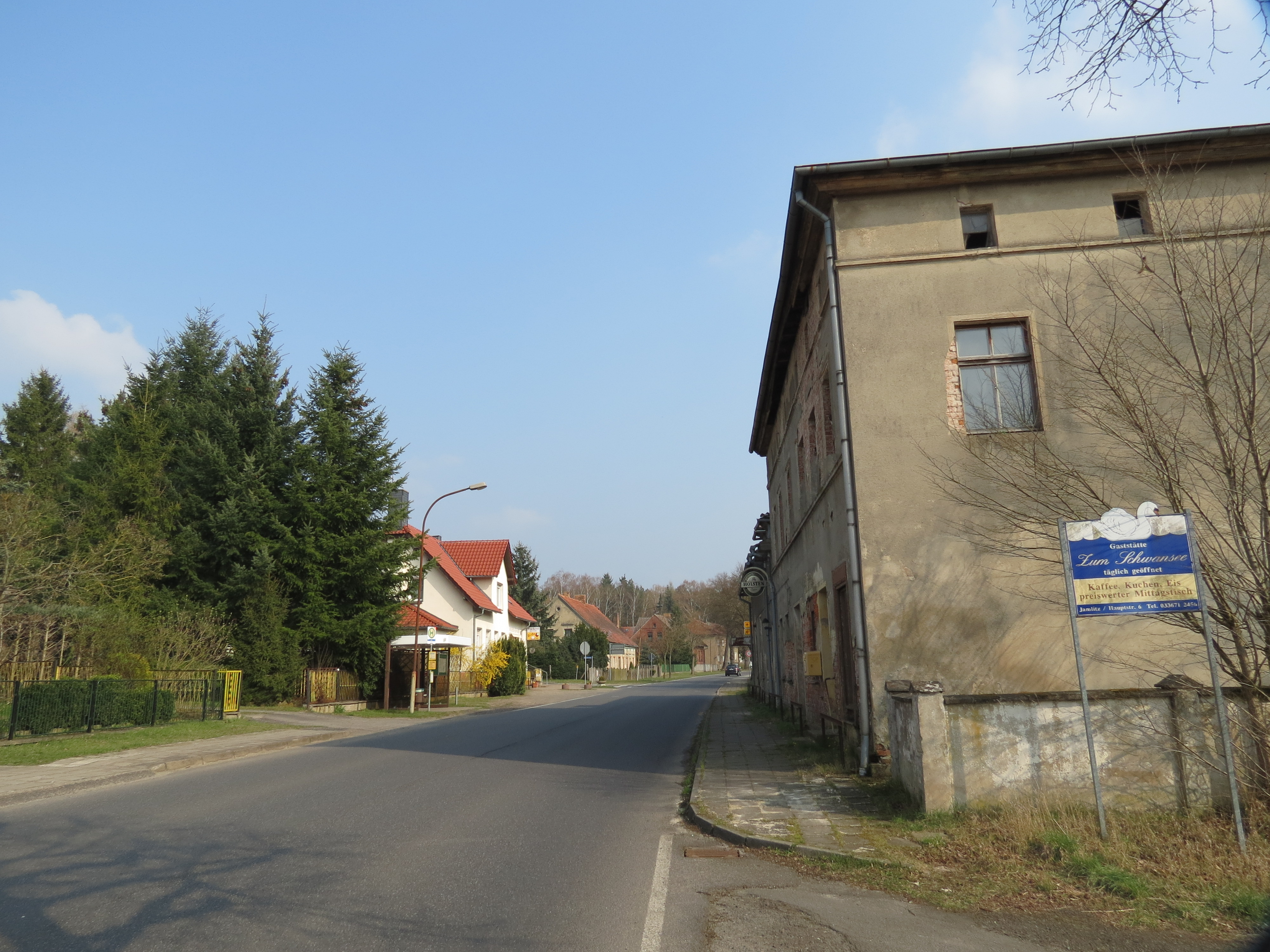
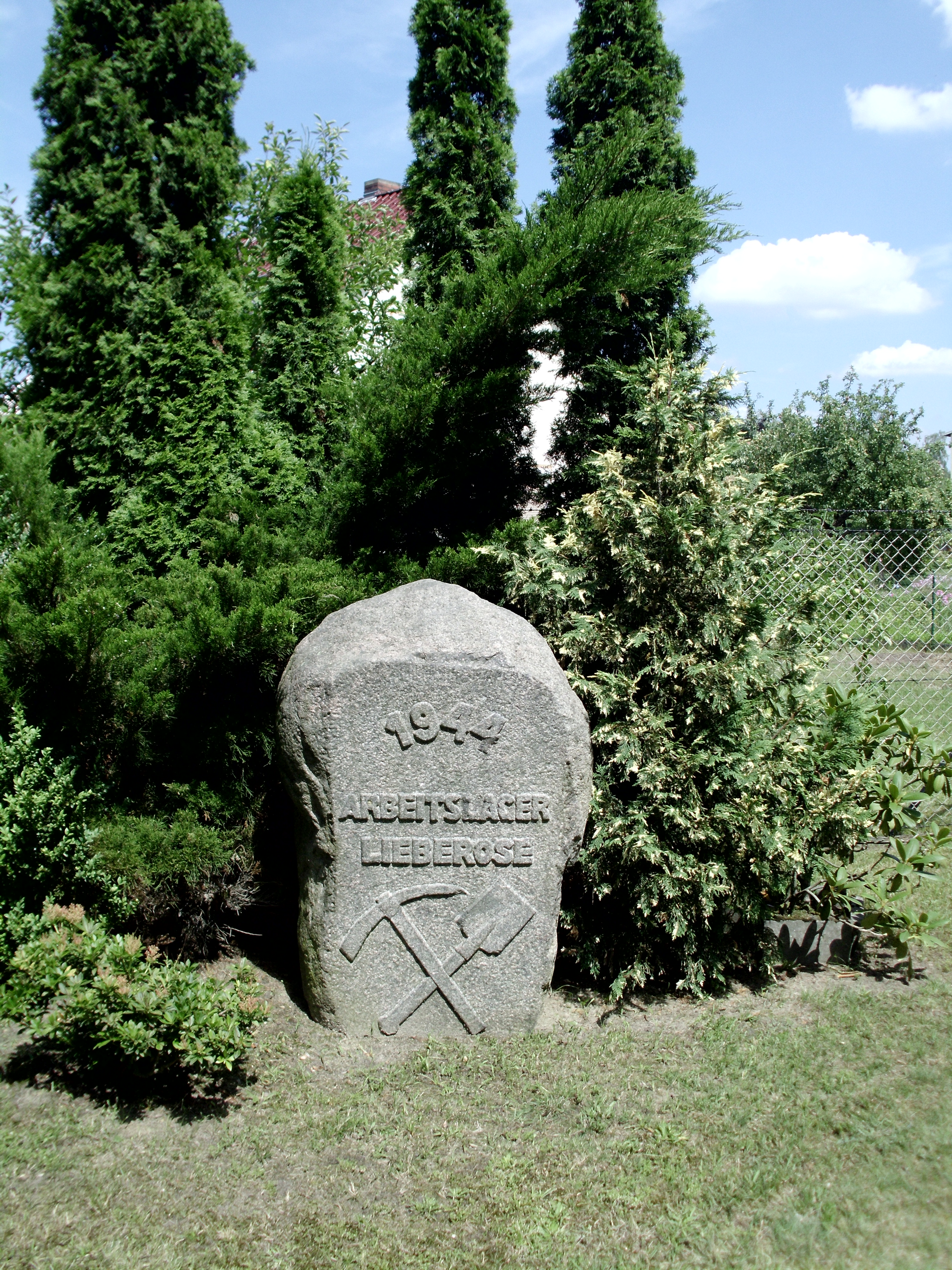
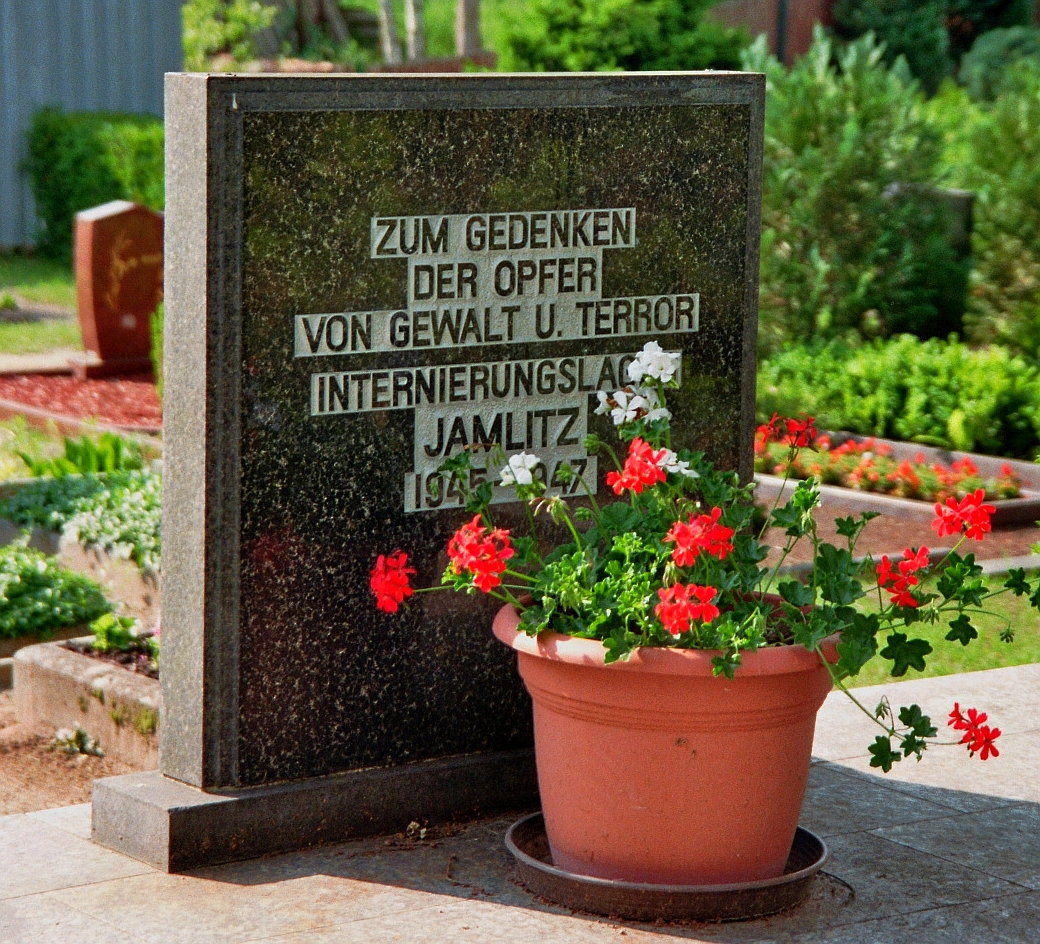

| Год  | Население |
| ---- | --------- |
| 1990 | 738       |
| 1995 | 701       |
| 2000 | 672       |
| 2005 | 617       |
| 2010 | 598       |
| 2015 | 534       |
| 2020 | 512       |